# Gottlob Honold

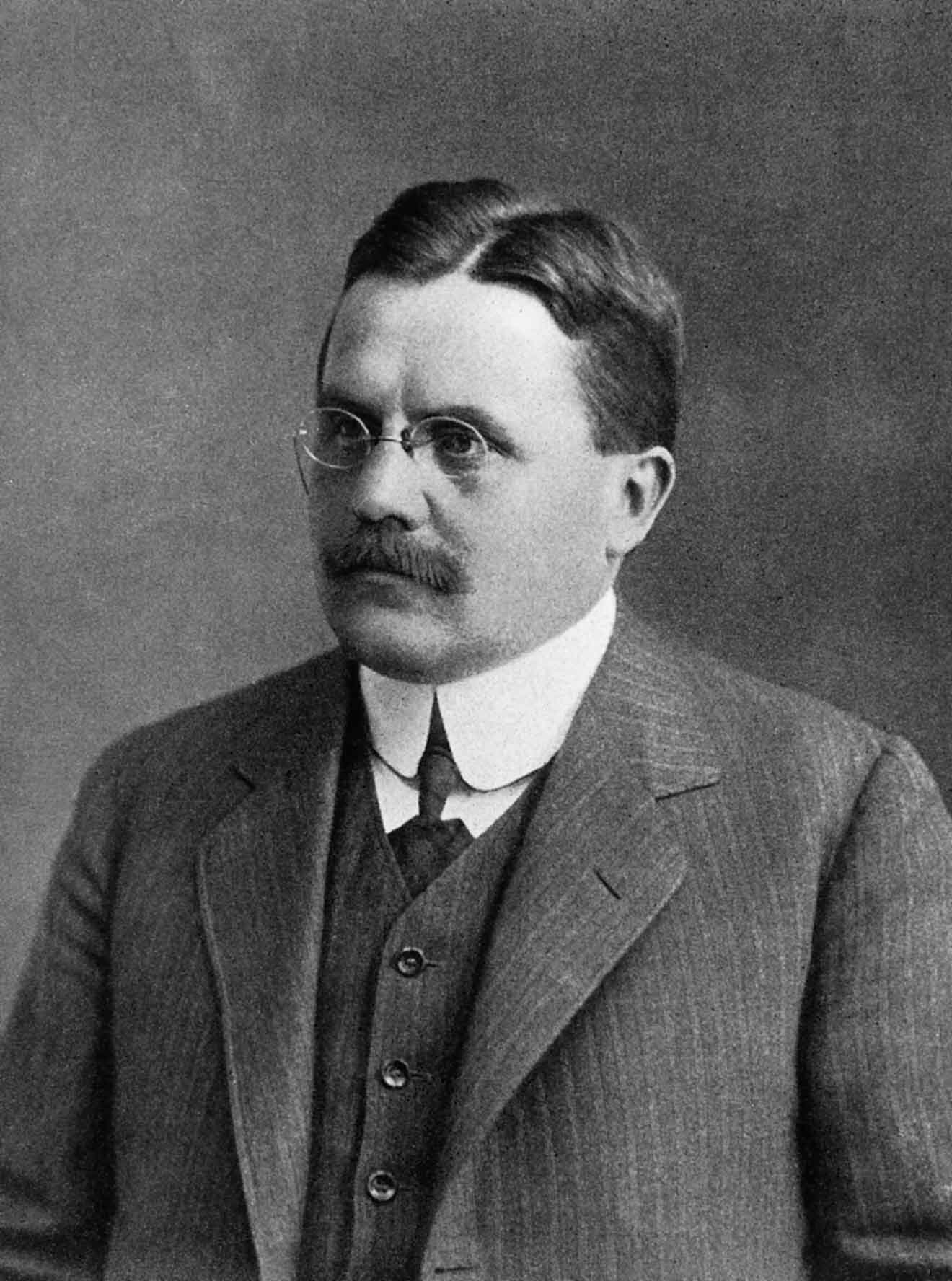
Gottlob Honold (1910)

Gottlob Honold (* 26. August 1876 in Langenau; † 17. März 1923 in Stuttgart) war ein deutscher Ingenieur, der als Leiter in Robert Boschs Werkstätte für Feinmechanik und Elektrotechnik wirkte. Sein Verdienst, mit dem er in die Geschichte der Technik und des Automobilbaus eingegangen ist, ist die Erfindung der Hochspannungs-Magnetzündung im Jahre 1902, die erst den Bau von schnelllaufenden Ottomotoren ermöglichte.

## Lebenslauf

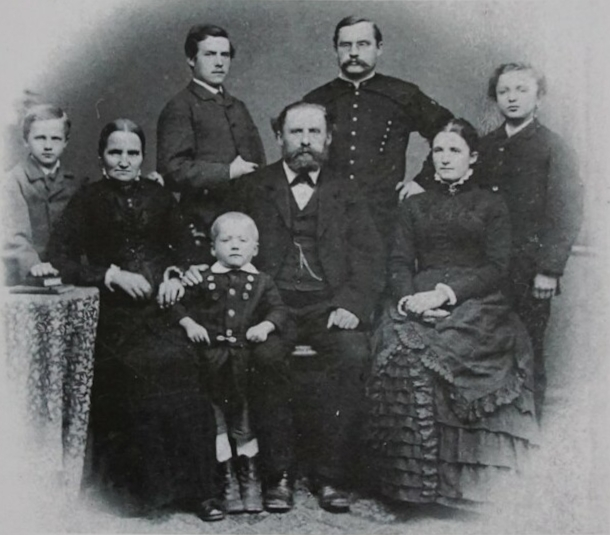
Familienbild (Gottlob Honold ganz links)

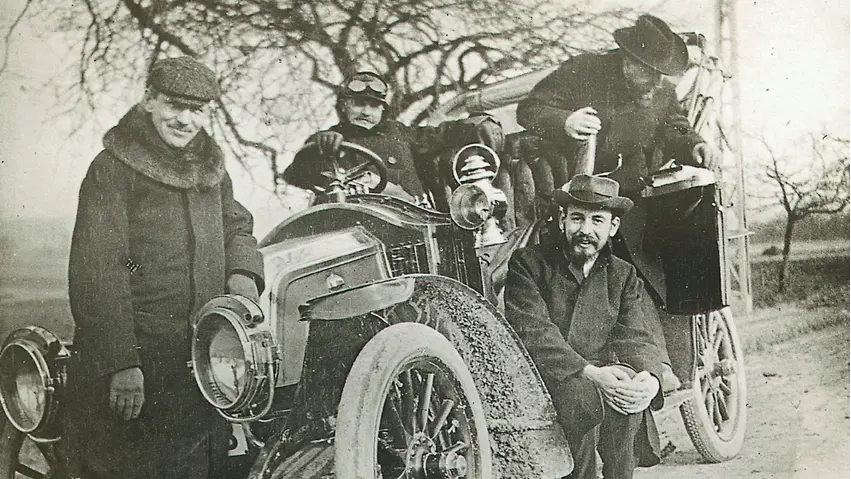
Testfahrt mit Bosch-Kollegen

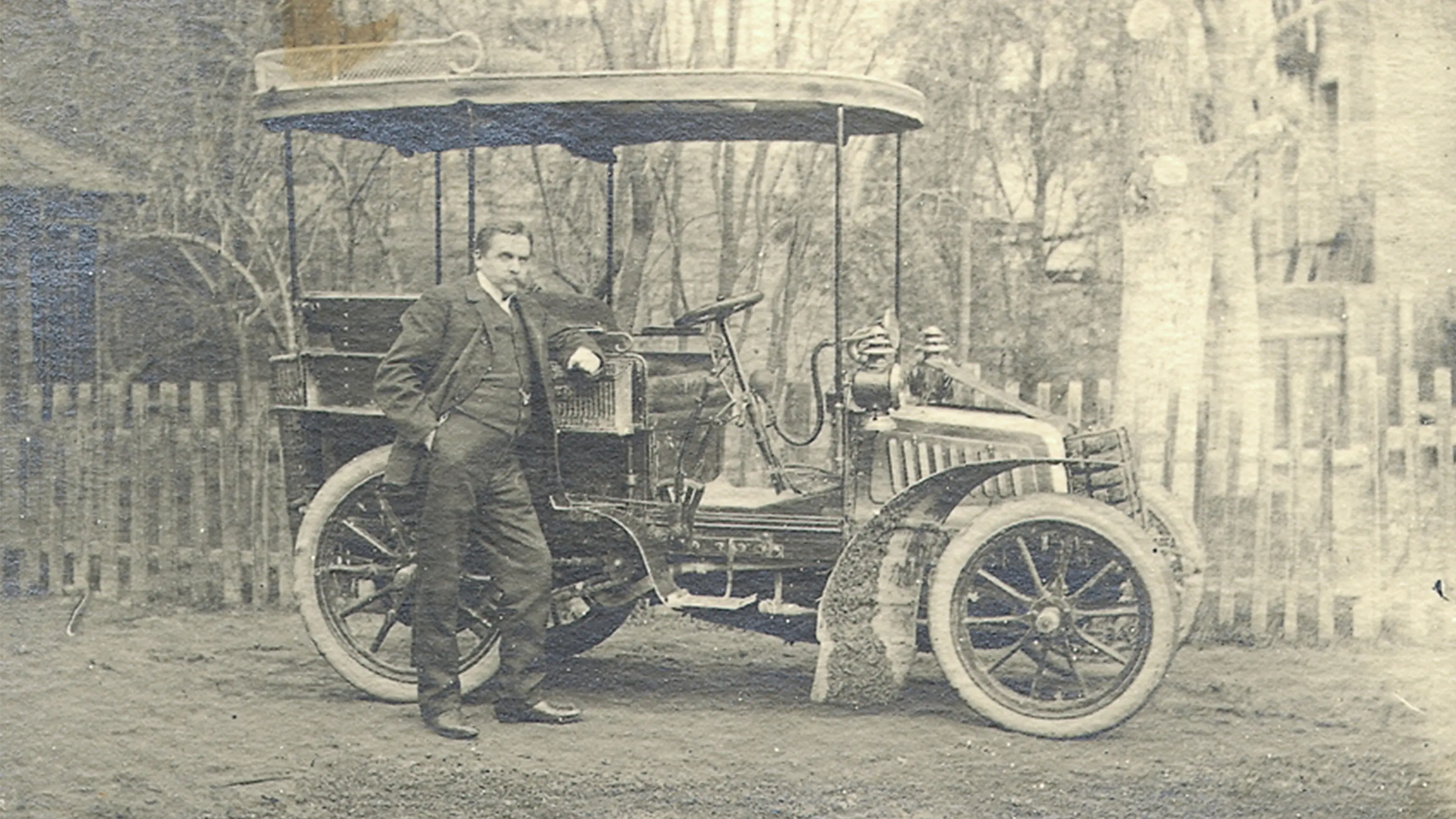
Honold neben seinem Panhard & Levassor

Honolds Vater war Lehrer in Langenau und sein Bruder der Ingenieur Robert Honold. Der Ort liegt 17 km nordöstlich von Ulm und ist ein Nachbarort von Robert Boschs Geburtsort Albeck, das seit der Verwaltungsreform 1972 ein Ortsteil von Langenau ist. Die Väter von Gottlob Honold und Robert Bosch waren miteinander bekannt.
Gottlob Honold besuchte in Ulm das Realgymnasium. Bevor er mit dem Ingenieurstudium begann, machte er dem Wunsche seines Vaters folgend, ab 1891 eine Lehre in Robert Boschs Werkstätte für Feinmechanik und Elektrotechnik in Stuttgart. Danach studierte Gottlob Honold an der Technischen Hochschule Stuttgart. Während des Studiums wurde er Mitglied der Studentenverbindung Landsmannschaft Saxonia.
Nach Beendigung des Studiums 1901 nahm Honold Robert Boschs Angebot an, bei ihm technischer Leiter zu werden und er bekam die Aufgabe, die Niederspannungs-Magnetzündung für Verbrennungsmotoren weiter zu verbessern.
Schon nach wenigen Monaten gingen die neuen Hochspannungs-Magnetzünder in die Serienproduktion. Die Daimler-Motoren-Gesellschaft bestellte sie sofort und konnte mit ihren Wagen bald darauf neue Geschwindigkeitsrekorde aufstellen.
Honold verstarb im Alter von 46 Jahren an einer Blinddarmentzündung.
In Stuttgart-West erinnert der Honoldweg an ihn.

## Erfindungen

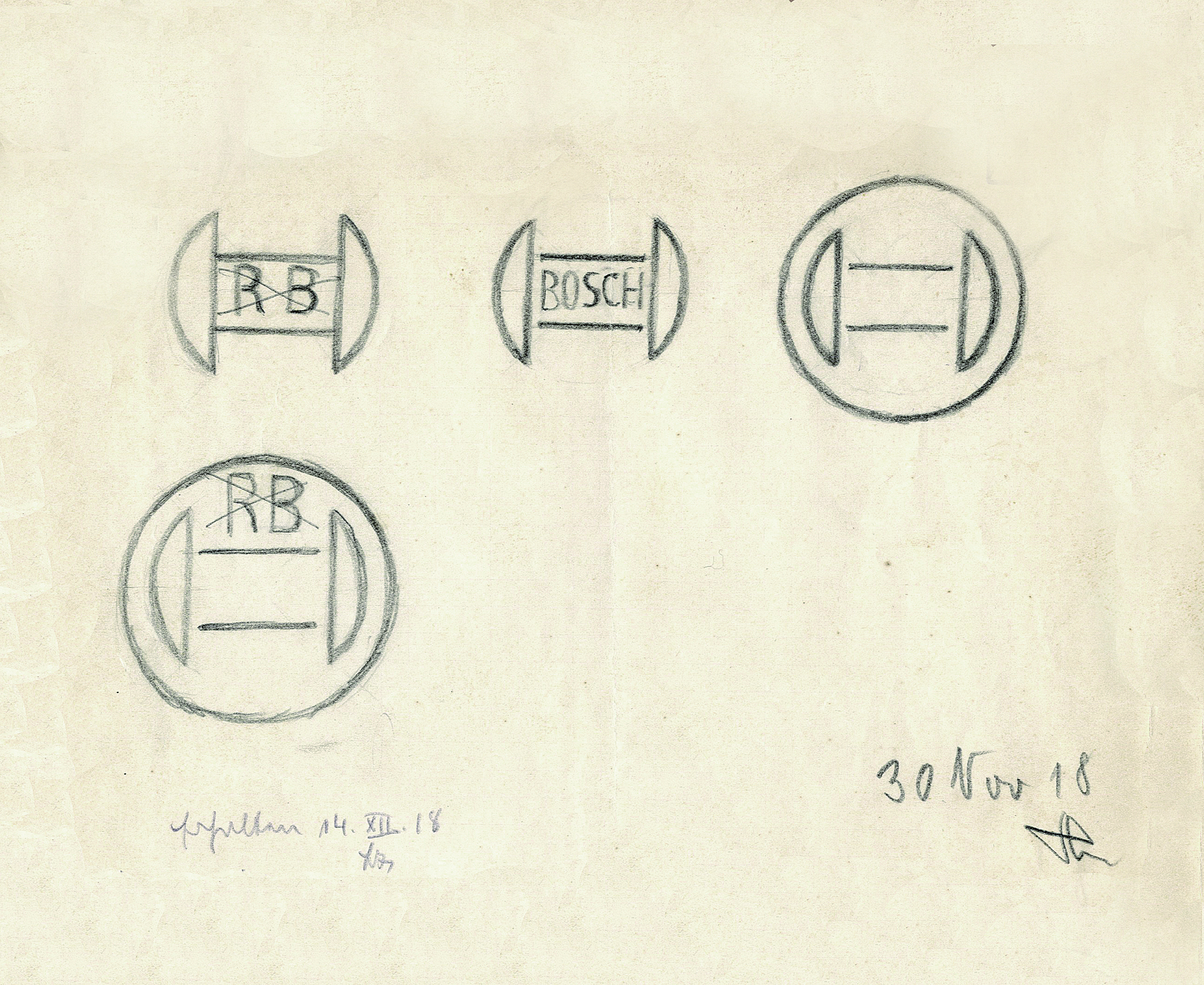
Skizzen für das neue Bosch-Logo (1918)

Gottlob Honold war in den Jahren von 1901 bis 1923 an allen technischen Neuerungen des Unternehmens Bosch beteiligt. Seine Erfindung des Hochspannungs-Magnetzünders ermöglichte den raschen Aufstieg des Unternehmens. Weiterhin ging bei Bosch 1913 ein von ihm entwickelter Scheinwerfer mit reflektierenden Metallspiegeln und einer Reichweite von 200 Metern in Serie. Auch an der Entwicklung der als „Bosch-Horn“ bekannten Hupe war er beteiligt. Im November 1918 entwarf Gottlob Honold als neue Bildmarke den Doppel-T-Anker im Kreis, nachdem Bosch infolge des Ersten Weltkriegs die Rechte an der alten Bildmarke verloren hatte.